# 僕らは/気持ち悪りぃ
「僕らは／気持ち悪りぃ」（ぼくらは／きもちわりぃ）は、日本のバンドThe Mirrazのメジャー1枚目のシングルである。2012年10月3日発売。

## 概要
EMIミュージック・ジャパンへ移籍後初のリリース。前作の言いたいことはなくなったから8ヶ月ぶりのシングルとなる。
またリリース後には『僕らは気持ち悪りぃ〜なんか誤解されそうなタイトルですねツアー2012〜』を公演。
収録曲の「LIVE TRACK from 7/16代官山UNIT・前編」には音源11曲およびメジャー移籍発表時のMCがボーナストラックとして収録されている。

## 収録曲
1. 僕らは
2. 気持ち悪りぃ
3. E-miんの歌
4. LIVE TRACK from 7/16代官山UNIT・前編